# Maratón Ciudad de Sevilla

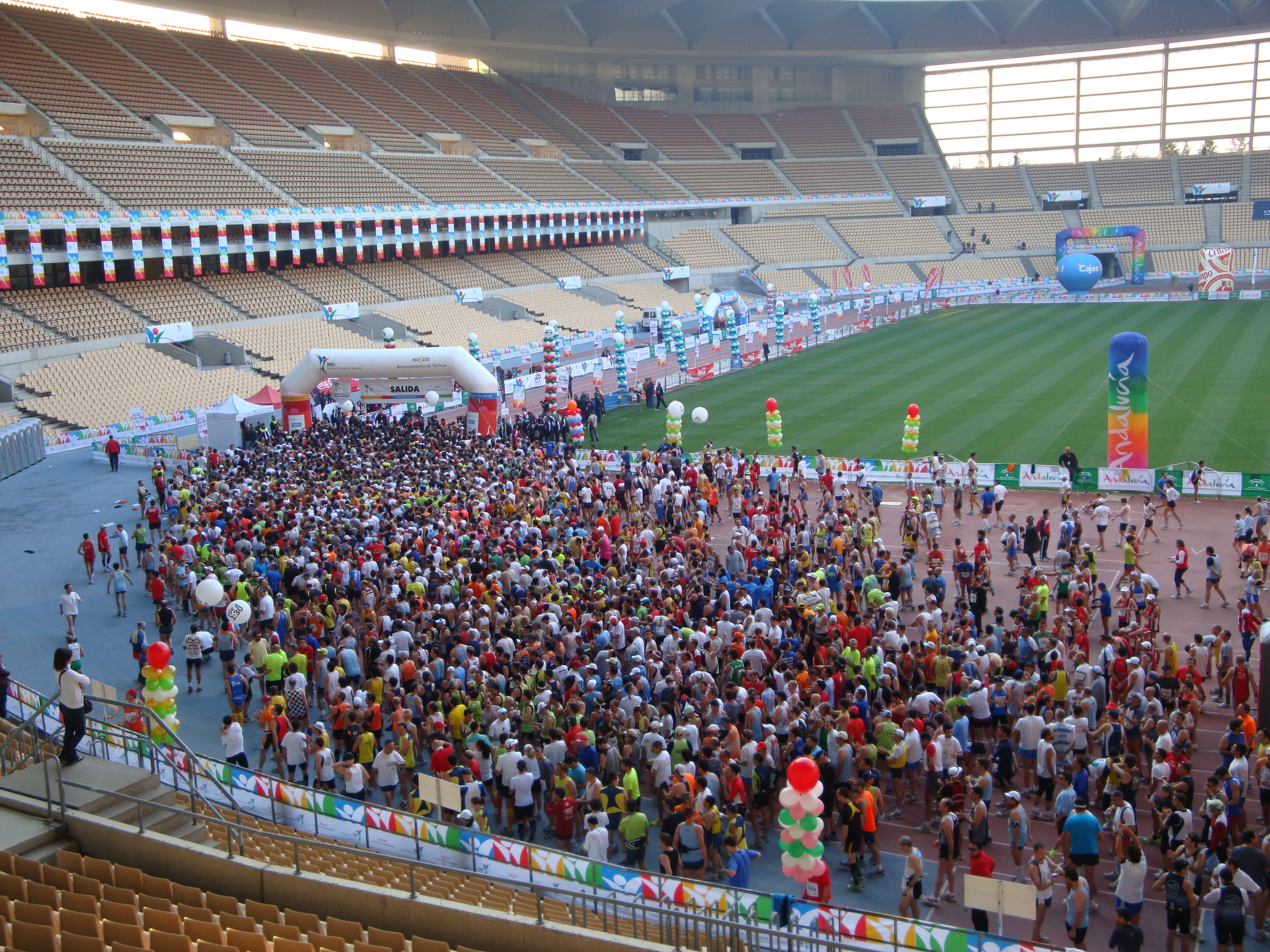
Salida del Maratón Ciudad de Sevilla (2009) desde el estadio La Cartuja de Sevilla.

El Maratón Ciudad de Sevilla es un maratón que se celebra en las calles de Sevilla desde 1985. Es organizado por el Instituto Municipal de Deportes del Ayuntamiento de Sevilla y es patrocinado por empresas privadas e instituciones públicas, siendo el Main Sponsor Zurich Seguros. 
En el año 2025 (23 de febrero) se celebró la 40 edición de la prueba, con un récord de 14.000 participantes. Con motivo de este aniversario, se celebró una Gala donde se reconocieron a los grandes protagonistas y artífices que han hecho posible, durante estos 40 años, la organización y éxito de la prueba en la ciudad. Asimismo, se ha refrendado el apoyo y compromiso del Ayuntamiento de Sevilla para que continúe la línea ascendente y prosigan los récords de participación, ya que el Maratón es un orgullo para la ciudad.
La cuadragésima edición del maratón hispalense superó todos los registros históricos de participación tras agotar la primera tanda de dorsales con seis meses de antelación a su celebración. 
La expectación es enorme entre corredores populares y atletas de élite que coinciden en valorar lo rápido del circuito (totalmente plano, con pocas curvas y a nivel del mar, sin curvas y monumental), las condiciones meteorológicas tan especiales en febrero en la capital andaluza y la oportunidad de correr por el centro histórico de una de las ciudades más atractivas del mundo.
El Zurich Maratón de Sevilla, en la edición de 2024, se coló entre los seis maratones más rápidos de la historia con hasta 11 récords nacionales batidos y se convirtió en la prueba con mayor número de atletas sub 2h10 y 2h15, y la segunda con mujeres sub 2h30 de todos los tiempos, ha logrado ya superar para 2025 algunos de los récords de participación, con un 21% de mujeres inscritas (17% en la última edición) y más de la mitad de corredores extranjeros (53% frente al 47% de 2024). 
El Zurich Maratón de Sevilla es una prueba que organiza el Ayuntamiento de Sevilla con la colaboración de Sport Life Ibérica y el patrocinio de Zurich, Seguros, Asics y TotalEnergies, entre otros.

## Itinerario y escenario

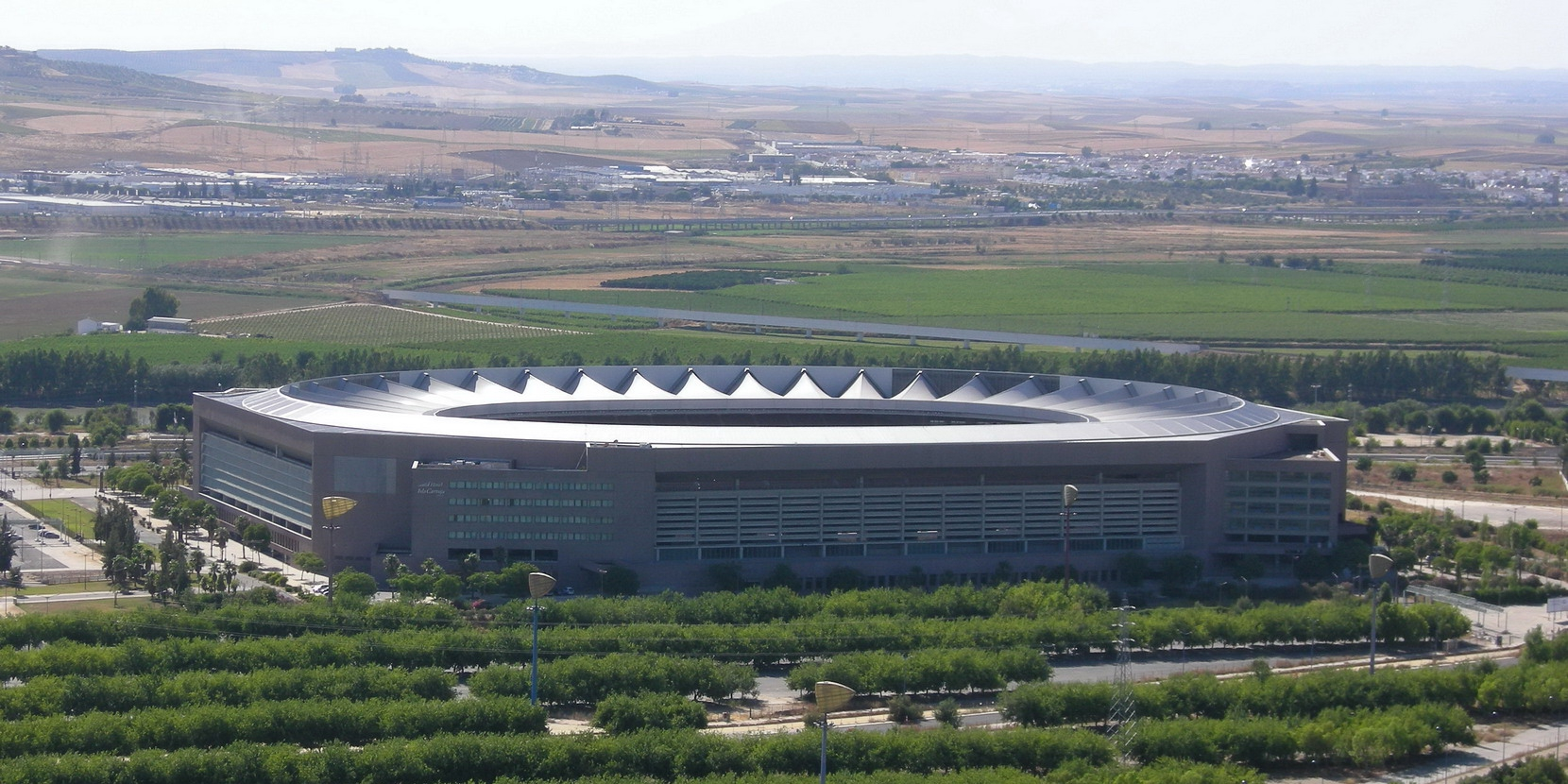
Estadio Olímpico de Sevilla.

El itinerario del maratón discurre por un circuito urbano en la ciudad de Sevilla con una longitud reglamentaria de 42.195 metros, homologado por la Association of International and Road Races (AIMS) y por la Real Federación Española de Atletismo (RFEA). Dispone de los requisitos necesarios que exige el reglamento tales como puntos de avituallamiento cada 5 km, con agua, bebida isotónica y alimentos sólidos; puestos de agua y esponjas equidistantes entre los puntos de avituallamiento; asistencia médica, con puntos de atención médica cada 5 km, ambulancias en cola de carrera y clínica médica en Zona de Meta.

En 2009 se repitió el itinerario utilizado en 2007, por calles y avenidas amplias. La salida y la meta de la maratón están situadas en el interior del estadio de La Cartuja, en el punto más bajo de la ruta. El punto más alto está entre los puntos kilométricos 24 y 25, en la Gran Plaza, cerca del estadio Ramón Sánchez Pizjuán. Al final del itinerario, después de cruzar el parque del Alamillo, se entra al estadio La Cartuja por el túnel Sur, misma entrada por donde entró Abel Antón cuando se proclamó campeón mundial de atletismo de 1999.
En la edición de 2019 se efectuó un cambio de recorrido, haciéndolo más urbano, con Salida y Meta en el paseo de Las Delicias. Esta modificación convirtió al Maratón de Sevilla en el más llano de Europa y con tan solo 33 curvas. Todo esto, junto a la cercanía del público y el estar protegido del nivel del mar, hacen del Maratón sevillano una prueba muy asequible para los grandes corredores. El circuito pasa por los puntos más emblemáticos de la ciudad, como la Catedral, la plaza de España y otras zonas del casco histórico. En la edición de 2020, junto a la Maratón de Sevilla se celebró el Campeonato de España (valedero para la Clasificación de los Juegos Olímpicos de Tokio 2020 y el Campeonato del Mundo de Grupos de Edad -Abbot WMM Wanda-.
El circuito actual es el mismo desde la edición de 2019, si bien, algunas obras de la ciudad lo modifican puntualmente cada año, pero siendo una modificación mínima.

## Etiquetas de la IAAF
Desde su edición de 2018, el Maratón de Sevilla tiene en su poder la distinción Gold Label otorgada por la IAAF como reconocimiento a la prueba y es el segundo maratón en recibir dicha distinción en España tras el de Valencia.
Actualmente, desde 2024, la maratón de Sevilla se encuentra dentro del Elite Label Road Races de la IAAF

## Palmarés y participantes

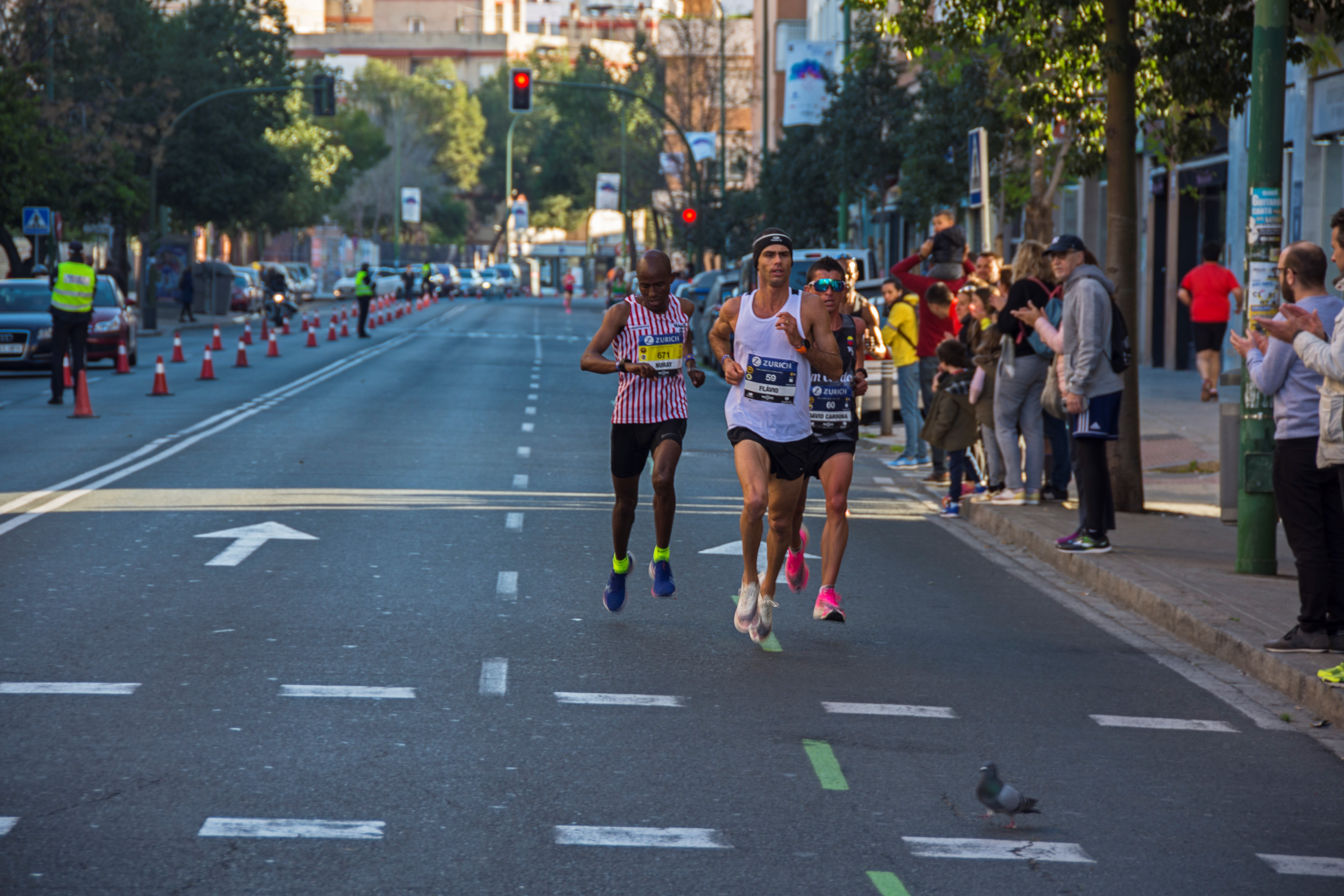
Corredores de la Maratón Ciudad de Sevilla (2020).

Desde sus inicios, la prueba ha incrementado en cada edición su número de participantes. La XXV edición, celebrada el 22 de febrero de 2009 conjuntamente con el Campeonato de España de Maratón, tuvo un récord de participación con unos 4.000 corredores. Entre los ganadores de la maratón destacan la atleta española Tina María Ramos, ganadora de la prueba en cuatro ocasiones (2001, 2002, 2006 y 2007) y el atleta Vicente Antón, que logró el triunfo en tres ediciones (1986, 1987 y 1993).
En la edición de 2020, se batió el récord de participantes, con un total de 13.697 corredores, batiendo además el número de extranjeros participantes (4.300) y el de mujeres (2019). Se batieron varias marcas, tantos masculina como femenina como en silla de Ruedas. La marca de 2h04’46’’ por parte de Mekuant Ayenew Gebre (ETH). Las marcas fueron espectaculares, con 6 corredores por debajo de 2h06’50’’. En el Zurich Maratón de Sevilla 2020 se batieron 5 récords nacionales y 2 récords continentales Master M40. 
El récord de participantes data de 2025 con 14.000 participantes. El récord masculino de la prueba lo tiene el etíope Deresa Geleta con un tiempo de 2:03:27, (2024) mientras que su compatriota Alemu Megerty ostenta el femenino con un tiempo de 2:18:51  desde 2018  
| Fecha                 | Hombres                          | Marca   | Mujeres                             | Marca   |
| --------------------- | -------------------------------- | ------- | ----------------------------------- | ------- |
| 23 de febrero de 2025 | Selemon Barega - Etiopía.        | 2:05:15 | Anchinalu Dessie - Etiopía          | 2:22:17 |
| 18 de febrero de 2024 | Deresa Geleta - Etiopía          | 2:03:27 | Azmera Gebru Etiopía                | 2:22:13 |
| 19 de febrero de 2023 | Gadisa Birhanu Shumie Etiopía    | 2:04:59 | Jackline Chelal Kenia               | 2:20:29 |
| 20 de febrero de 2022 | Asrar Abderehman Etiopía         | 2:04:42 | Alemu Megertu Etiopía               | 2:18:52 |
| 23 de febrero de 2020 | Mekuant Ayenew Gebre Etiopía     | 2:04:46 | Juliet Chekwel Uganda               | 2:23:13 |
| 17 de febrero de 2019 | Ayana Tsedat Etiopía             | 2:06:36 | Gutemi Shone Etiopía                | 2:24:29 |
| 25 de febrero de 2018 | Tuwei Dickson Kipsang Kenia      | 2:08:22 | Kaoutar Boulaid Marruecos           | 2:25:35 |
| 19 de febrero de 2017 | Titus Ekiru Kenia                | 2:07:41 | Paula González Berodia España       | 2:28:54 |
| 21 de febrero de 2016 | Cosmas Kiplimo Lagat Kenia       | 2:08:14 | Paula González Berodia España       | 2:31:18 |
| 22 de febrero de 2015 | Lawewnce Cherono Kenia           | 2:09:39 | Filomena Costa Portugal             | 2:28:00 |
| 23 de febrero de 2014 | Cosmas Kiplimo Lagat Kenia       | 2:08:33 | Pamela Rotich Kenia                 | 2:35:43 |
| 24 de febrero de 2013 | Solomon Busendich Naibei Kenia   | 2:10:13 | Bizuyehu Gebireyes Ehite Etiopía    | 2:29:52 |
| 19 de febrero de 2012 | Mohamed Blal Marruecos           | 2:13:41 | Jill Hodgins Irlanda                | 2:46:40 |
| 13 de febrero de 2011 | Daniel Abera Wedajo Etiopía      | 2:09:53 | Alemnesh Eshetu Habtemikael Etiopía | 2:33:26 |
| 14 de febrero de 2010 | Philipp Kiplagat Biwott Kenia    | 2:10:39 | Desta Girma Etiopía                 | 2:34:53 |
| 22 de febrero de 2009 | Hailu Dogaga Etiopía             | 2:10:31 | Marisa Barros Portugal              | 2:26:03 |
| 24 de febrero de 2008 | Samson Kiptoo Bungei Kenia       | 2:10:52 | Ana Dias Portugal                   | 2:29:22 |
| 11 de febrero de 2007 | Sylvester Kipyego Chebii Kenia   | 2:15:16 | Faustina María España               | 2:45:34 |
| 26 de febrero de 2006 | Christopher Rutto Kipkoech Kenia | 2:19:12 | Faustina María España               | 2:40:20 |
| 27 de febrero de 2005 | Noah Kiplagat Serem Kenia        | 2:22:15 | Lilija Jadschak Rusia               | 2:45:18 |
| 29 de febrero de 2004 | Nelson Kiprono Lebo Kenia        | 2:11:13 | Julia Myatt Reino Unido             | 2:46:48 |
| 2 de febrero de 2003  | Onesmus Mutisya Kenia            | 2:17:24 | Beatriz Ros España                  | 2:31:09 |
| 24 de febrero de 2002 | William Musyoki Kenia            | 2:16:22 | Faustina María España               | 2:36:13 |
| 25 de febrero de 2001 | José Ramón Rey España            | 2:10:49 | Faustina María España               | 2:34:41 |
| 27 de febrero de 2000 | Alexandr Krestjanikow Rusia      | 2:16:52 | Irina Suworowa Rusia                | 2:33:48 |
| 28 de febrero de 1999 | John Mutai Kenia                 | 2:16:35 | Marie Söderström-Lundberg Suecia    | 2:35:21 |
| 22 de febrero de 1998 | Nicolas Kioko Kenia              | 2:13:01 | Anfissa Kossatschewa Rusia          | 2:41:25 |
| 23 de febrero de 1997 | Agustín Molina España            | 2:17:43 | Anfissa Kossatschewa Rusia          | 2:41:18 |
| 25 de febrero de 1996 | Jorge Juan Sempere España        | 2:16:35 | María Luisa Muñoz España            | 2:28:59 |
| 26 de febrero de 1995 | Diego García España              | 2:11:21 | Alzira Lário Portugal               | 2:47:04 |
| 27 de febrero de 1994 | José Apalanza España             | 2:16:09 | Ana Isabel Alonso España            | 2:33:18 |
| 21 de febrero de 1993 | Vicente Antón -3-                | 2:14:37 | Karen Macleod Reino Unido           | 2:34:30 |
| 23 de febrero de 1992 | Miguel Ríos España               | 2:15:31 | Christine Van Put Bélgica           | 2:40:46 |
| 10 de febrero de 1991 | Laurenio Bezerra Brasil          | 2:11:56 | Sarah Davis Estados Unidos          | 2:56:45 |
| 25 de febrero de 1990 | Luis Adsuara España              | 2:15:01 | Marina Prat España                  | 2:38:14 |
| 26 de febrero de 1989 | Suleiman Nyambui Tanzania        | 2:16:59 | Consuelo Alonso España              | 2:51:33 |
| 6 de marzo de 1988    | Pavel Klimeš Checoslovaquia      | 2:12:59 | Wendy Flath(-Harris) -2-            | 3:03:07 |
| 8 de febrero de 1987  | Vicente Antón -2-                | 2:12:56 | María Luisa Irízar España           | 2:42:08 |
| 2 de febrero de 1986  | Vicente Antón España             | 2:14:40 | Carmen Mingorance España            | 2:57:38 |
| 10 de marzo de 1985   | Francisco Medina España          | 2:21:23 | Wendy Harris Estados Unidos         | 3:12:09 |